# Ptychadena
Ptychadena är ett släkte av groddjur. Ptychadena ingår i familjen Ptychadenidae.

## Dottertaxa tillPtychadena, i alfabetisk ordning[1]
- Ptychadena aequiplicata
- Ptychadena anchietae
- Ptychadena ansorgii
- Ptychadena arnei
- Ptychadena bibroni
- Ptychadena boettgeri
- Ptychadena broadleyi
- Ptychadena bunoderma
- Ptychadena christyi
- Ptychadena chrysogaster
- Ptychadena cooperi
- Ptychadena erlangeri
- Ptychadena filwoha
- Ptychadena gansi
- Ptychadena grandisonae
- Ptychadena guibei
- Ptychadena harenna
- Ptychadena hylaea
- Ptychadena ingeri
- Ptychadena keilingi
- Ptychadena longirostris
- Ptychadena mahnerti
- Ptychadena mapacha
- Ptychadena mascareniensis
- Ptychadena mossambica
- Ptychadena nana
- Ptychadena neumanni
- Ptychadena newtoni
- Ptychadena obscura
- Ptychadena oxyrhynchus
- Ptychadena perplicata
- Ptychadena perreti
- Ptychadena porosissima
- Ptychadena pujoli
- Ptychadena pumilio
- Ptychadena retropunctata
- Ptychadena schillukorum
- Ptychadena stenocephala
- Ptychadena straeleni
- Ptychadena submascareniensis
- Ptychadena subpunctata
- Ptychadena superciliaris
- Ptychadena taenioscelis
- Ptychadena tellinii
- Ptychadena tournieri
- Ptychadena trinodis
- Ptychadena upembae
- Ptychadena uzungwensis
- Ptychadena wadei